# Kantonsbibliothek St. Gallen
Die Kantonsbibliothek Vadiana St. Gallen bildet als Sammelstelle des st.-gallischen Schrifttums das kulturelle und gesellschaftliche Gedächtnis des Kantons und versorgt die Bevölkerung darüber hinaus mit Literatur und Medien aus allen Wissensgebieten.
Sie verfügt über zwei Standorte. In der Bibliothek Hauptpost befinden sich die Ausleihe und Rückgabe. An der Notkerstrasse 22, im Museumsquartier, können im Rara-Lesezimmer nach Voranmeldung Handschriften und alte Drucke genutzt werden. 
Die Kantonsbibliothek St. Gallen fördert die Zusammenarbeit unter den Bibliotheken durch die Führung von zwei Bibliotheksverbünden (St. Galler Bibliotheksnetz und Bibliotheksverbund St. Gallen-Appenzell), engagiert sich in der bibliothekarischen Ausbildung und berät die Schul- und Gemeindebibliotheken. Durch die Veranstaltung von Autorenlesungen und Ausstellungen sowie durch eigene Publikationstätigkeit beteiligt sie sich am kulturellen Leben.

## Geschichte
Die Vadiana ist eine wichtige historische Schweizer Bibliothek. Den Namen verdankt sie dem Humanisten Joachim von Watt (1484–1551), auch bekannt unter dem Namen Vadian, der als Bürgermeister der Stadt fungierte und darüber hinaus ein schweizweit bekannter Reformator war. 1551 vermachte er seine ganzen Privatsammlungen der Stadt. Dies war der Anfang der Vadiana Stadtbibliothek, die das städtisch-reformierte Gegenstück zur berühmten klösterlich-katholischen Stiftsbibliothek bildete und beginnend mit dem ersten Bibliothekar Jacob Studer weiter aufgebaut wurde. Im 19. und 20. Jahrhundert forcierte die Ortsbürgergemeinde St. Gallen die Vadiana als Studien- und Bildungsbibliothek, bis sie an ihre Grenzen stiess. 1979 erfolgte per Volksabstimmung die Übernahme der Gebäude durch den Kanton. Dies war die erste kulturelle Abstimmung im Kanton St. Gallen. Die Vadianische Sammlung hingegen blieb als wichtiger historischer Kernbestand Eigentum der Ortsbürgergemeinde.
Gemeinsam mit der St. Galler Freihandbibliothek hat die Kantonsbibliothek Vadiana 2015 eine Bibliothek in der Hauptpost St. Gallen eröffnet.
Das auf Anfang 2014 in Kraft getretene Bibliotheksgesetz des Kantons St. Gallen regelt die Aufgaben der Kantonsbibliothek neu und sieht die Fusion der St. Galler Freihandbibliothek mit der Kantonsbibliothek Vadiana vor.

## Spezialabteilungen
Erwähnenswert ist insbesondere die Vadianische Sammlung, die 1978 als historisches Erbe der Ortsbürgergemeinde St. Gallen in der Kantonsbibliothek definiert wurde. Im Mittelpunkt stehen dabei die Bibliothek und der handschriftliche Nachlass von Vadian (Joachim von Watt). Die Sammlung wurde sukzessive ergänzt und setzt sich heute aus rund hundert mittelalterlichen Handschriften zusammen. Die illuminierten Handschriften aus dem Spätmittelalter übertreffen die regionale Bedeutung. So zum Beispiel die Prachthandschrift der Weltchronik des Rudolf von Ems, humanistische Handschriften des 15. Jahrhunderts aus Italien, alchemische Handschriften aus dem 15. und 16. Jahrhundert sowie die Autographensammlung Robert Alther mit rund 16'000 handgeschriebenen Dokumenten. Die Vadianische Sammlung gehört der Ortsbürgergemeinde und ist Dauerdepositum in der Kantonsbibliothek.
Zu den bedeutenden Sammlungen der Kantonsbibliothek gehört auch die Freimaurer-Bibliothek Bibliotheca Masonica August Pelz, welche ständig erweitert wird und etwas mehr als 20'000 Bände umfasst.
Eine weitere wichtige Abteilung ist das «Zentrum für das Buch». 1947 wurde es als Deutsches Bucharchiv München (DBA) von Ludwig Delp gegründet. Das Ziel war und ist es, alle Bücher, Zeitschriften und audiovisuelle Medien zum Buch- und Zeitschriftenwesen zu sammeln und zu erschliessen. Im Herbst 2006 wurden die Bestände des DBA der Kantonsbibliothek St. Gallen als Dauerleihgabe übergeben und die Katalogdaten in das St. Galler Bibliotheksnetz integriert. Die Bestände werden vom St. Galler Zentrum für das Buch (ZeBu) betreut. Dieses führt die Arbeit im Bereich Sammeln und Erschliessen von Literatur und audiovisuellen Medien zu buchwissenschaftlichen Themen fort. Die Wissensfelder sind dabei vielfältig und umfassen verschiedenste Aspekte.
Zu den zentralen Aufgaben der Kantonsbibliothek gehört es, das Schrifttum über den Kanton St. Gallen und die Publikationen seiner Einwohner sowie der sanktgallischen Verlage möglichst vollständig zu sammeln. Die umfangreiche Sangallensiensammlung umfasst nebst Monographien Zeitungen, Zeitschriften, Geschäftsberichte, amtliche Druckschriften, sogenannte graue Literatur usw. Der Sammelauftrag berücksichtigt auch Ton- und Filmaufnahmen von St. Galler Künstlern.

## Elektronische Angebote
Die Kantonsbibliothek Vadiana ist mit den Projekten «eJournalsSG», «eMedienSG» sowie mit der «Digitalen Bibliothek Ostschweiz» in der Vermittlung elektronischer Informationen aktiv.
Die 2008 von der Kantonsbibliothek Vadiana initiierte Digitale Bibliothek Ostschweiz ist ein grosses Angebot von elektronischen Bibliotheksmedien mit rund 100 Partnerbibliotheken in den Kantonen Appenzell Ausserrhoden, Appenzell Innerrhoden, Glarus, Graubünden, St. Gallen, Schaffhausen, Thurgau und Zürich sowie im Fürstentum Liechtenstein.

## Verbünde

### St. Galler Bibliotheksnetz
Der Bibliotheksverbund des St. Galler Bibliotheksnetzes (SGBN) setzt sich aus rund 46 Bibliotheken zusammen und wird von der Kantonsbibliothek St. Gallen geleitet. Mitglied im Verbund sind unter anderem die Stifts- und die Textilbibliothek, die Kunstbibliothek Sitterwerk, die St. Galler Stadtbibliothek, Ärztebibliotheken kantonaler Spitäler sowie Kantonsschulbibliotheken. Die Verbunddatenbank, welche über eine Million Datensätze von Medien beinhaltet, ist gleichzeitig ein Partnerverbund des Informationsverbundes Deutschschweiz (IDS).

### Bibliotheksverbund St. Gallen-Appenzell
Für die öffentlichen Bibliotheken hat die Kantonsbibliothek 2008 den Bibliotheksverbund St. Gallen-Appenzell eingerichtet, in dem eine wachsende Anzahl Gemeindebibliotheken aus den Kantonen St. Gallen und Appenzell Ausserrhoden zusammenarbeiten.

## Benutzung
Die Vadiana ist eine Magazinbibliothek. Im Gegensatz zu einer Freihandbibliothek kann der Benutzer die Medien nicht direkt einsehen, sondern muss sie über den Onlinekatalog bestellen.
Die Kantonsbibliothek St. Gallen beherbergt nebst wissenschaftlichen Büchern auch belletristische Literatur und baut einen wachsenden Bestand an Hörbüchern und DVDs auf.